# Abbey Road
Ez a cikk London egyik utcájáról szól. Amennyiben a Beatles ugyanilyen című lemeze érdekel, az ezen az oldalon található.
Az Abbey Road egy főútvonal, ami Camdenen és a Westminsteren halad keresztül London belvárosában, St. John's Woodon, északnyugat–délkelet irányban, a Lord's Cricket Ground mellett.
Az Abbey Road északnyugati vége, a NW8 a Quex Road és a West End Lane kereszteződésénél kezdődik. Innen néhány kilométeren keresztül délkeleti irányba tart, eközben keresztezi a Belsize Road, a Boundary Road, a Blenheim Terrace és a Marlborough Place, majd a Grove End Road és a Garden Road kereszteződésébe torkollik
Az EMI Abbey Road Studios hangstúdiója az utca délnyugati végén, St John’s Woodban, az Abbey Road, 3.-ban van. A The Beatles és számos más popzenei előadó vette fel itt lemezeit, és a Beatles utolsó, 1969-es stúdióalbumuknak az Abbey Road címet adta. Az album borítója a csapat négy tagját ábrázolja, amint éppen átsétálnak a stúdió előtti gyalogos-átkelőhelyen. A Beatlesszel történt együttműködés eredményeképp az 1970-es évektől az utca szerepel a nevezetes Londoni turisztikai célpontok között.
Az album borítóján szereplő zebra ugyanúgy, mint az tőle északra fekvő, kedvelt fényképészkedő hellyé vált. Mindez annak ellenére így történt, hogy az úton mind a mai napig sűrű a forgalom. A kereszteződésben az évtizedek során számos alkalommal parodizálták a jelképpé vált albumborítót. A helyszín kultúrtörténeti jelentőségét a brit kormány azzal ismerte el, hogy 2010 decemberében a zebrát a nemzeti örökség részévé nyilvánították és a világon első ilyenként hivatalos műemléki státuszt kapott.
Azt a téglafalat, amin az Abbey Road felirat volt olvasható, az 1970-es években elbontották. Az ón utcatábla (ami feljebb látható), ami a Grove End Road és az Abbey Road kereszteződésében lógott, szintén elkerült eredeti helyéről. Azért, hogy a helyi önkormányzat meg tudja takarítani az utcanévtábla tisztításának költségeit, a névtáblát magasabbra helyezték. Ezt az indokolta, hogy sokszor összefirkálták, valamint több alkalommal el is lopták.

## Galéria

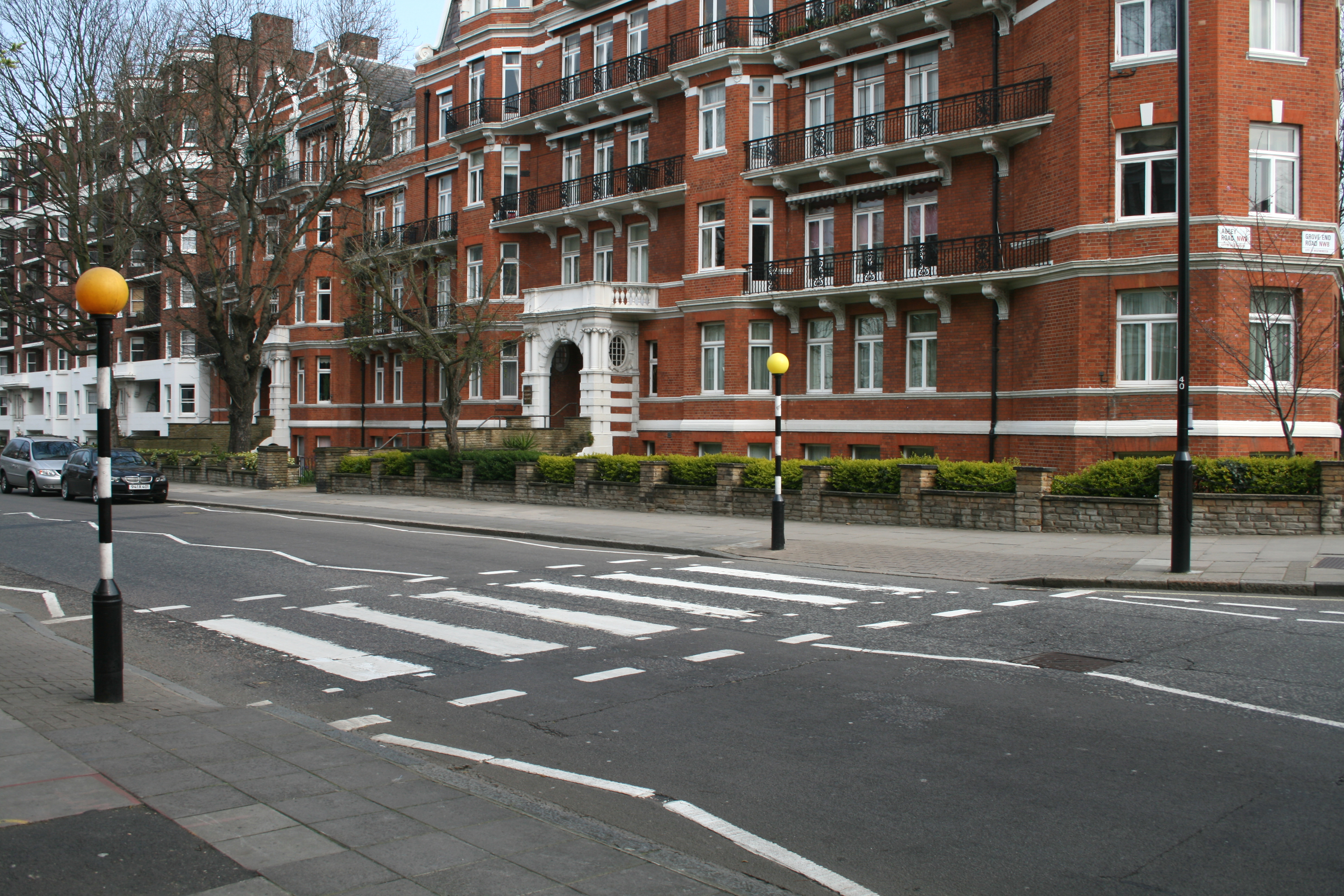
A híres gyalogos-átkelőhely 2007-ben
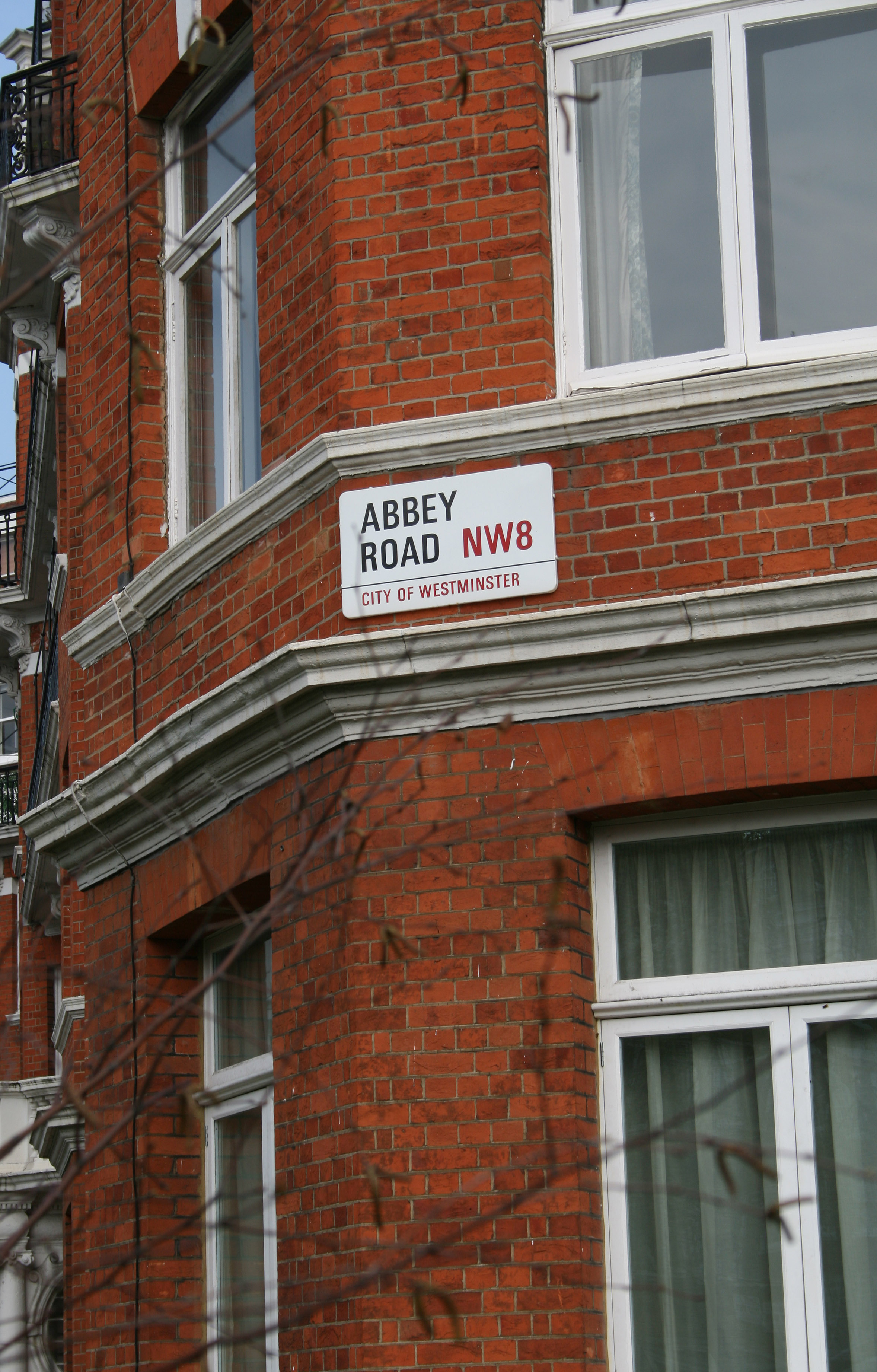
Abbey Road és Grove End Road 2007
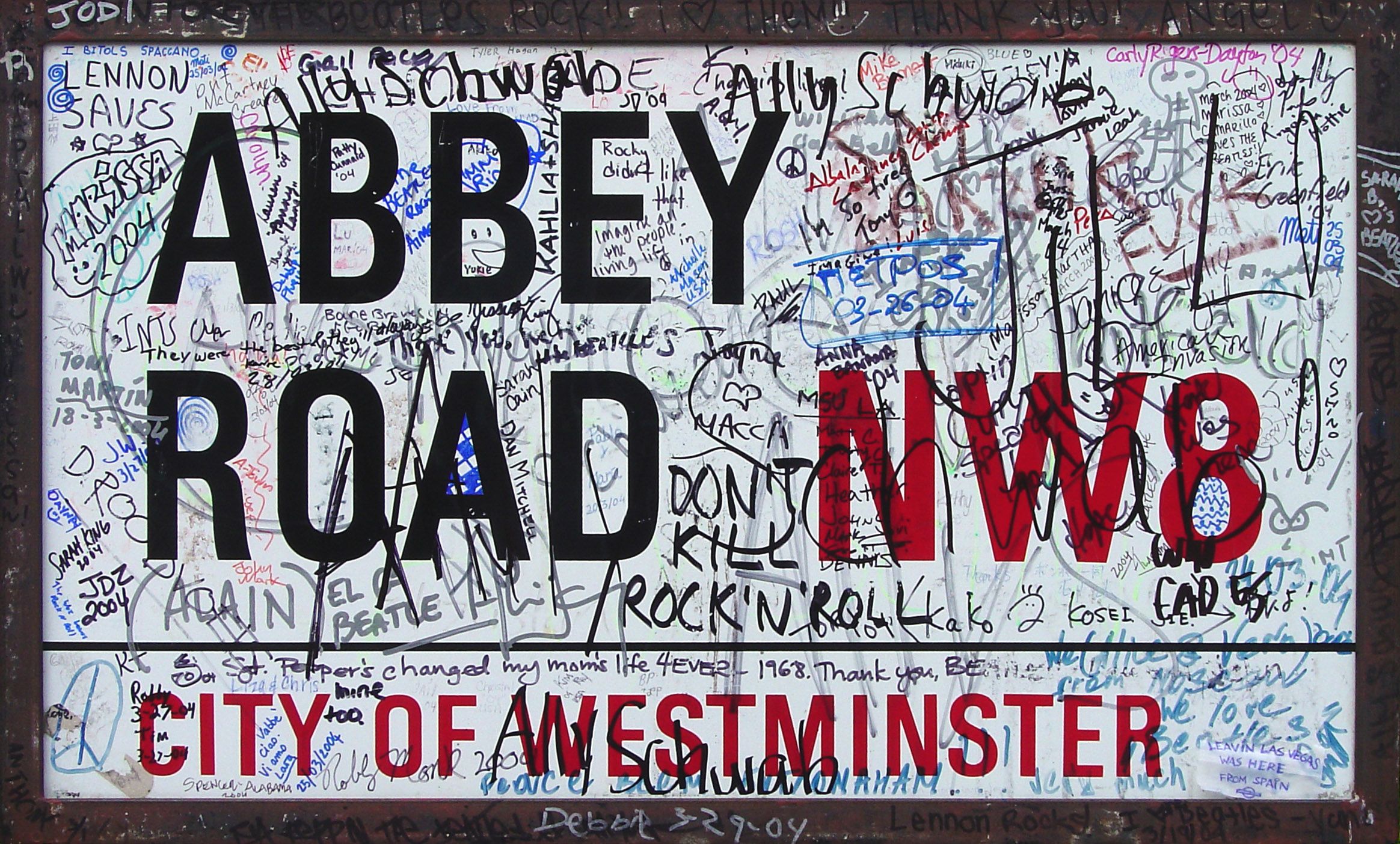
Abbey Road utcatábla rajongói graffitikkel
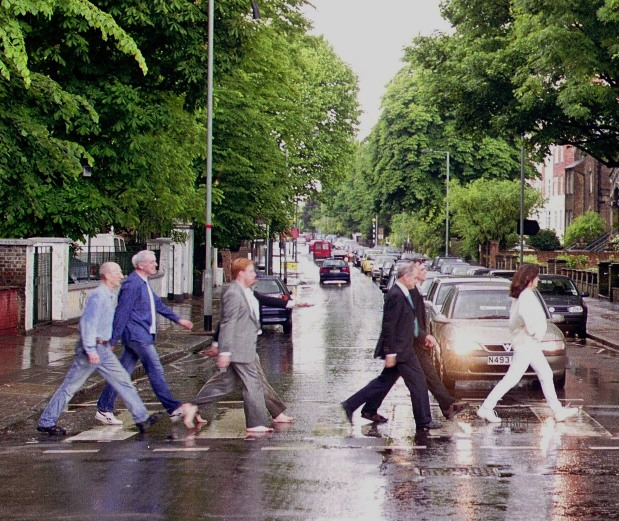
A The Beatles átkelése annyira jelképessé vált, hogy az ide érkező turisták ezt gyakran megismétlik